# 마토지뉴스

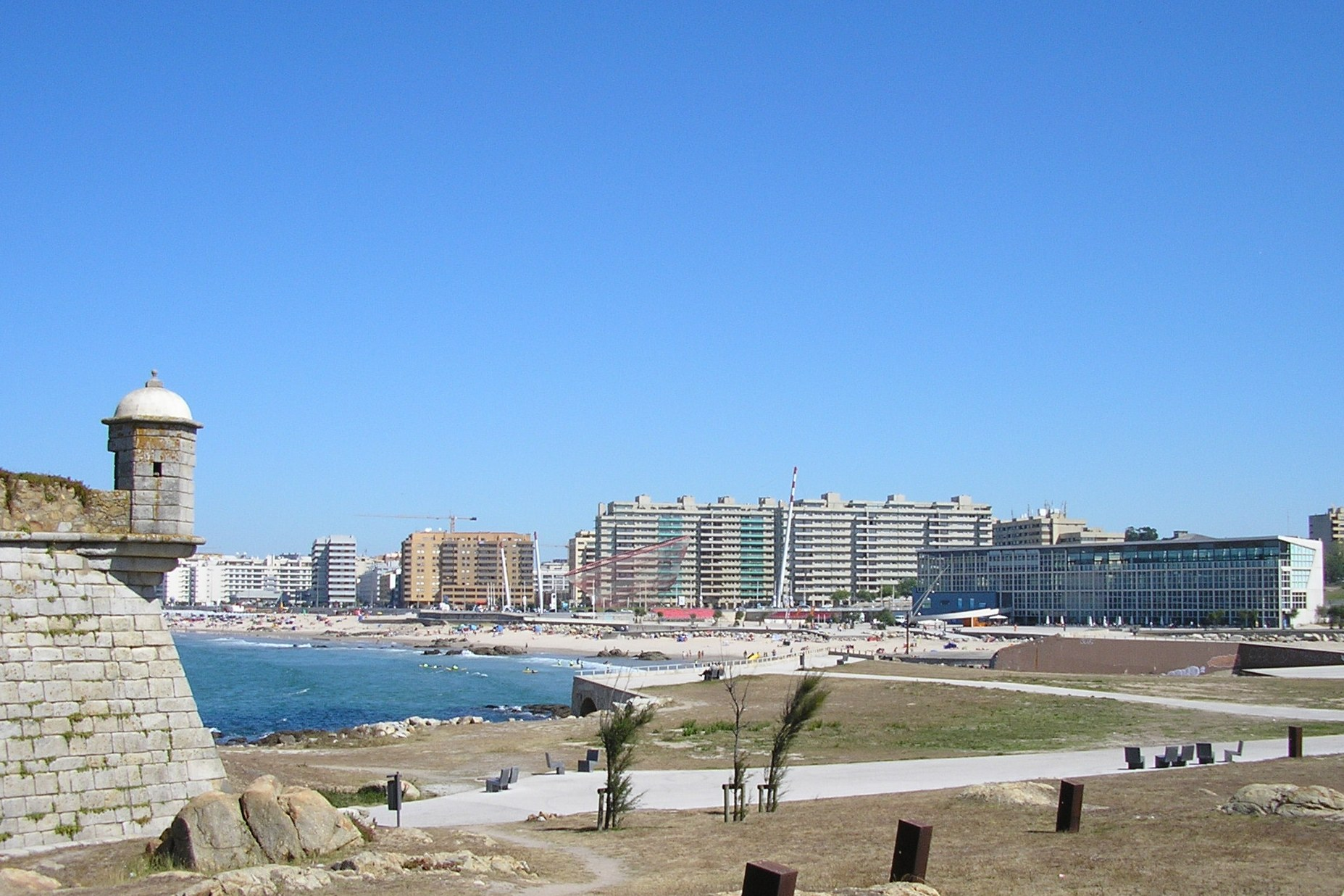
마토지뉴스

마토지뉴스의 위치

마토지뉴스(포르투갈어: Matosinhos)는 포르투갈 포르투 현에 위치한 도시로 면적은 62.42km2, 인구는 175,478명(2011년 기준), 인구 밀도는 2,800명/km2이다. 남쪽으로는 포르투와 접한다.

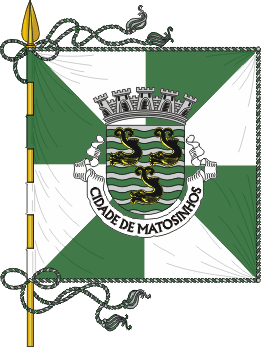
시기
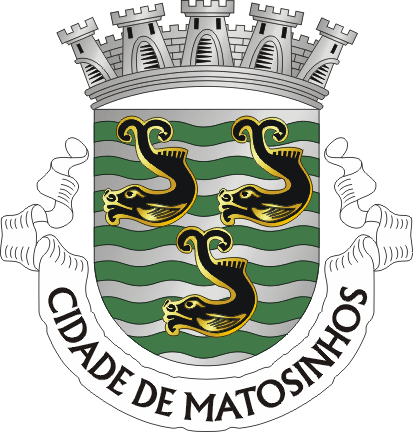
시 문장

## 자매 도시
- 스페인 빌라가르시아데아로우사
- 포르투갈 신트라